# بابی میسون
بابی میسون (انگلیسی: Bobby Mason؛ زادهٔ ۲۲ مارس ۱۹۳۶) بازیکن فوتبال اهل بریتانیا است.
از باشگاه‌هایی که در آن بازی کرده است می‌توان به باشگاه فوتبال لیتون اورینت، باشگاه فوتبال ولورهمپتون واندررز، باشگاه فوتبال پول تاون، و باشگاه فوتبال چلمزفورد سیتی اشاره کرد.